# バンクシーを盗んだ男
『バンクシーを盗んだ男』（原題: L'uomo che rubò Banksy; 国際原題:The Man Who Stole Banksy）は、神出鬼没で正体不明のアーティストで活動家であるバンクシーが、被占領パレスチナのヨルダン川西岸地区・ベツレヘムで描いたストリートアートが「盗まれ」、その後海を渡って西側諸国を横断し、ブラック・マーケットという資本主義の闇において高額で取引される様子を追った2018年のドキュメンタリー映画である。
この映画は「違法に制作された作品が、『盗まれ』、売買され、いかにして合法的に収集されるか」を描いている
バンクシーの作品が題材となってはいるが、バンクシー自身が監督を務めたドキュメンタリー映画『イグジット・スルー・ザ・ギフトショップ』と違い、少なくとも表向きにはバンクシーは製作に関与していない。が、『バンクシーを盗んだ男』は、既に公開済みの『イグジット・スルー・ザ・ギフトショップ』、『バンクシー・ダズ・ニューヨーク』の2作品を繋ぐバンクシーを理解するための「基礎編」としての役割を果たすと評された。
イタリア、英国、カタールの共同製作であるこの映画は、2018年4月20日にトライベッカ映画祭においてワールドプレミア上映された。

## あらすじ
2007年、世界的に有名な正体不明のストリート・アーティストで活動家でもあるバンクシーは、パレスチナ・ヨルダン川西岸地区にあるキリスト生誕の地ベツレヘムを訪れ、街の建物や分離壁に政治色の強い6つのグラフィティを描いた。イスラエル政府がこの地域に築いた高さ8メートルにもなるその巨大な壁によって、パレスチナ人が彼ら自身の街の一部から締め出されているという事実にメディアの注目を集め、そしてさらにはこの紛争地域に観光客を誘致するためだった。
それぞれの作品が人々の意見の分かれる挑戦的な図柄で、さらにはゲリラ的に制作される作品を迷惑行為と見る者もいれば、ハイ・アート（高級芸術）と称賛する者もいる中、地元の人々はイスラエルの占領と分離政策によるパレスチナの非常に苦しい状況に対して世界的な関心を集めてくれたバンクシーをおおむねヒーローと見なしていた。しかし作品の中の一つ『ロバと兵士』(原題: Donkey Documents、ロバの書類) が、パレスチナの文化に無神経だと一部地元住民の反感を買ってしまう。占領統治下におけるイスラエル兵によるパレスチナ人に対する行き過ぎな身分証明書の提示要求を揶揄ったものだったが、パレスチナ人をロバに例えていると受け取られ、さらにはアラビア語ではロバは他人を侮辱する際に使用される言葉だった。
反感をもった地元住民の1人、タクシー運転手ワリド・“ザ・ビースト”は、「『所有者』から承諾は得ている」と主張し、ウォータージェットカッターでグラフィティを壁ごと切り出し、オンライン・オークションのeBayに出品し、最高額の入札者への売却を試みるのだった。ここに置かれているより、売却益を経済的に喘ぐ地元家族を助けるための利用した方が有益だとワリドは理由付けていた。
切り出された4トンにもなるコンクリートの壁画は、海を渡りコペンハーゲンのオークション・ハウスに送られる。
そして『ロバと兵士』の行く先を辿るうちに、世界中から盗まれたストリート・アートが描かれた壁のブラック・マーケットを発見するのだった。

## 制作
監督のマルコ・プロゼルピオ は、「パレスチナ人は人間ではなく被害者として描かれていることが多いが、（中略）これらのバンクシーの芸術作品は彼らを人間として描く適切な機会だった」と回顧している。